# Birgit Treiber
Birgit Treiber (* 26. Februar 1960 in Oschatz) ist eine ehemalige Schwimmerin, die für den SC Einheit Dresden und die DDR startete. Sie ist mehrfache Europameisterin, Weltrekordhalterin und errang bei Olympischen Spielen drei Medaillen.

## Werdegang
Ihre internationale Karriere begann sie 1975 als 15-Jährige mit dem Gewinn des Weltmeistertitels in Weltrekordzeit über 200 Meter Rücken bei den Schwimmweltmeisterschaften 1975 in Cali (Kolumbien). Ebenfalls bei diesen Titelkämpfen wurde sie Vizeweltmeisterin über die 100-Meter-Rückenstrecke.
Bei den Olympischen Spielen 1976 in Montreal gewann sie über 100 Meter und 200 Meter Rücken jeweils Silber hinter Ulrike Richter, wofür sie mit dem Vaterländischen Verdienstorden in Bronze ausgezeichnet wurde. Im selben Jahr verbesserte sie außerdem den Weltrekord über 400 Meter Lagen und 200 Meter Rücken.
Bei den Schwimmeuropameisterschaften 1977 im schwedischen Jönköping wurde sie über 100 Meter und 200 Meter Rücken wie auch mit der 4-mal-100-Meter-Freistilstaffel Europameisterin.
1978 wurde sie nochmals dreifache Vize-Weltmeisterin, ehe sie nach der Bronzemedaille bei den Olympischen Spielen 1980 in Moskau über 200 Meter Rücken ihre Laufbahn beendete. Für ihren abermaligen Medaillengewinn erhielt sie 1981 den Vaterländischen Verdienstorden in Silber.
Nach ihrer Sportlerlaufbahn wurde sie Zahnärztin.

### DDR-Doping
Im Zuge des DDR-Dopingprozesses und den damit im Zusammenhang stehenden Nachforschungen und Archivaufarbeitungen der Praktiken der DDR-Mediziner und Sportfunktionäre wurden unter anderem Dopingplan-Vorgaben von Birgit Treiber gefunden.